# Бабалоћ
Бабалоћ (алб. Baballoq/Babaloç) је насељено место у општини Дечани, на Косову и Метохији. Према попису становништва из 2011. у насељу је живело 1.598 становника.

## Географија
Овде се налази Строги природни резерват „Маја Ропс“.

## Становништво
Према попису из 2011. године, Бабалоћ има следећи етнички састав становништва:
| Националност | 2011.          |
| Албанци      | 1.450 (90,74%) |
| Египћани     | 120 (7,51%)    |
| Роми         | 19 (1.19%)     |
| Ашкалије     | 6 (0,38%)      |
| Бошњаци      | 1 (0,06%)      |
| недоступно   | 2 (0,12%)      |
| Укупно       | 1.598          |

| Демографија | Демографија | Демографија |
| Година      | Становника  | Становника  |
| ----------- | ----------- | ----------- |
| 1948.       | 509         |             |
| 1953.       | 521         |             |
| 1961.       | 559         |             |
| 1971.       | 697         |             |
| 1981.       | 980         |             |
| 1991.       | 1.257       |             |
| 2011.       | 1.598       |             |